# Chrysobothris solieri
Chrysobothris solieri é uma espécie de insetos coleópteros polífagos pertencente à família Buprestidae.
A autoridade científica da espécie é Laporte & Gory, tendo sido descrita no ano de 1839.
Trata-se de uma espécie presente no território português.